# Totobola (Portugal)
O Totobola é um jogo de apostas mútuas desportivas, baseado em prognósticos para resultados de jogos de futebol. Foi criado pelo Decreto-Lei nº 43777/1961, de 3 de Julho, em que a responsabilidade da sua gestão foi atribuída à Santa Casa da Misericórdia de Lisboa, e com o objetivo de financiar os serviços de reabilitação de deficientes físicos e, simultaneamente, de gerar receitas para as modalidades desportivas. O primeiro concurso teve lugar a 24 de Setembro de 1961.
São 13 jogos base em cada coluna, nos quais se prognostica o resultado de vitória "1", empate "X" ou derrota "2" da equipa visitada, um 14.º jogo, denominado "Super 14", no qual se prognosticam os golos marcados por cada uma das duas equipas, zero "0", um "1" ou mais golos "M".
As apostas simples agrupam-se em pares de colunas e preenchem-se com a marcação de um só prognóstico por jogo. O prognóstico do jogo "Super 14" é sempre simples, não admitindo múltiplas, e é único por bilhete. Da receita das apostas, 65% afetam o pagamento dos prémios dos vencedores.
 A aposta no Joker é facultativa, assinalada no espaço próprio, só se tornando efetiva com a validade das apostas no Totobola.
JACKPOTS do Totobola
Os montantes adstritos ao 1.º prémio base (13 acertos) e ao prémio do "Super 14", quando não escrutinados, acumulam para o prémio do "Super 14" do concurso subsequente, seja ele normal ou extraordinário.
JOGOS DE RESERVA do Totobola
Os jogos de reserva substituem os jogos da matriz apenas quando se verificar alteração de data e/ou horário dos jogos do elenco, e quando o conhecimento dessa alteração seja prévio ao início do período de registo das apostas. Se já estiver a decorrer o período de registo, o resultado dos jogos alterados será conhecido por sorteio público.